# Porta Carmentalis
Die Porta Carmentalis war ein antikes Stadttor der Servianischen Mauer in Rom. Sie stammte ursprünglich aus dem 5. Jahrhundert v. Chr., wurde aber wie die gesamte Stadtmauer im 4. Jahrhundert v. Chr. erneuert.
Die porta Carmentalis lag zwischen dem forum boarium und dem forum holitorium, etwa dort, wo sich heute die Via della Consolazione und die Via Teatro Marcello kreuzen. Sie befand sich somit im Tal zwischen kapitolinischem Hügel und Palatin, einer Stelle, die heute noch Vico Jugario genannt wird.
Die Toranlage hatte anscheinend zwei Durchgänge, von denen der rechts aus der Stadt führende porta scellerata genannt wurde. Ihn zu durchschreiten galt als schlechtes Omen, ein Aberglaube, der auf eine legendäre Begebenheit im ersten Krieg gegen Veji im Jahr 476 v. Chr. zurückging. Damals sollen alle dreihundert männlichen Mitglieder der gens Fabia, nachdem sie vom Quirinal abgestiegen waren und den Fuß des Kapitols passiert hatten, durch den rechten Durchgang des Tores gekommen sein. Als sie anschließend den pons sublicius überschritten hatten, um sich den Feinden zu stellen, wurden sie in einem Hinterhalt beim Fluss Cremera überrascht und niedergemacht. Diese Geschichte weckte noch nach Jahrhunderten Emotionen und der Volksglaube schuf die Verbindung zwischen dem rechten Durchgang der porta Carmentalis und dem Massaker, obwohl die Geschehnisse, unabhängig von ihrem Wahrheitsgehalt, ein gutes Jahrhundert vor Errichtung der Stadtmauer und folglich des damit verbundenen Tores lagen. 
Schon in augusteischer Zeit galt die porta Carmentalis als antikes Monument und hatte keine rechte Funktion mehr, weder als Durchgang noch als militärisches Bollwerk. Der Name des Tores geht auf eine der ältesten Mythen und Heiligtümer Roms zurück, das Heiligtum der Carmenta, das sich in der Nähe des Tores befunden haben soll. 
Gänzlich unklar ist die Funktion dieses Tores, das sich in unmittelbarer Nähe der porta flumentana befunden hat und wie dieses den Zugang zu Kapitol vom forum boarium und zum pons sublicius bot.